# Ittiocentauro

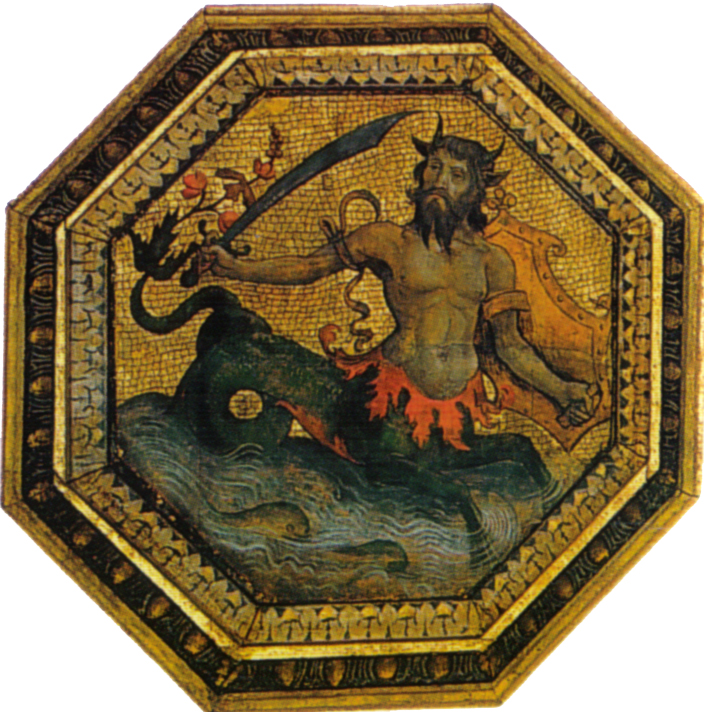
Pinturicchio, Ittiocentauro, dal Soffitto dei Semidei (1490), Palazzo dei Penitenzieri, Roma

L'ittiocentauro (dal greco ἰχθύς, pesce, e κένταυρος, centauro) è una creatura immaginaria con busto umano, zampe anteriori da cavallo e coda di pesce. Gli ittiocentauri sono "molto usati nell'iconografia, ma assenti nella mitologia". Sono spesso raffigurati come cavalcature delle ninfe. I due ittiocentauri più famosi sono Afro (personificazione della schiuma del mare) e Bito (personificazione della profondità del mare).